# JH Engström
JH Engström (Karlstad, Suecia, 1969) es un artista y fotógrafo sueco.

## Biografía
Se graduó en 1997 en el Departamento de Fotografía y Cine de la Universidad de Gotemburgo. Pronto comenzó a exponer y su carrera tuvo una gran proyección internacional. Entre otras exposiciones, participó en la titulada Je suis où del Espace Photographique Contretype de Bruselas (2003). En 2005 obtuvo el Premio de Fotografía Deutsche Börse otorgado por The Photographers' Gallery de Londres. En 2006 expuso en la Galerie VU' de París y en 2010 en el Museo Nacional de Fotografía, Cine y Televisión (National Media Museum) de Bradford, en el Reino Unido.

## Libros con fotografías de Engström
- ENGSTRÖM, JH. Trying to dance. Stockholm: Journal, 2003. ISBN 9197418269.
- ENGSTRÖM, JH. Haunts. Göttingen: Steidl, 2006. ISBN 3865212972.
- ENGSTRÖM, JH. CDG / JHE. Göttingen: Steidl, 2008. ISBN 9783865215383.
- PETERSEN, Anders; ENGSTRÖM, JH: From back home. Estocolmo: Bokförlaget Max Ström, 2009. ISBN 9789171261649.